# Urbano Barberini
Pour les articles homonymes, voir Famille Barberini.
Cet article concerne le noble né en 1664 et mort en 1722. Pour l'acteur né en 1961, voir Urbano Barberini (acteur).
Urbano Barberini (en italien : Urbano Barberini, III principe di Palestrina ; 1664 – 27 septembre 1722) est un noble italien de la famille Barberini, prince de Palestrina et dernier héritier légitime de la lignée Barberini du pape Urbain VIII.

## Biographie
Urbano Barberini est le quatrième fils de Maffeo Barberini (1631-1685), prince de Palestrina, et de son épouse, Olimpia Giustiniani. Il est nommé en l'honneur de son grand-oncle Maffeo Barberini (1568-1644) devenu le pape Urbain VIII. Le mariage de ses parents sert de réconciliation entre la famille Barberini et le pape Innocent X, issu de la famille Pamphili, après la Guerre de Castro. Il est le frère du cardinal Francesco Barberini et le cousin de Renaud III de Modène, duc de Modène et Reggio, dont la mère Lucrezia Barberini est la tante d'Urbano.
À la mort de son père en 1685, il hérite de la possession familiale de la principauté de Palestrina et, comme son père, il reçoit la distinction de chevalier de l'ordre de la Toison d'or en 1687.
À sa mort, la lignée légitime des Barberini s'éteint et ses titres passent, selon la coutume matrimoniale, à Giulio Cesare Colonna di Sciarra, qui a épousé sa fille unique Cornelia Costanza. Le problème de la succession est un problème qui intéressait désespérément Urbano pendant la plus grande partie de sa vie, au point où il a contracté trois mariages dans l'espoir d'avoir l'héritier mâle tant désiré.

## Mariages et enfants
En 1691, Urbano épouse Cornelia Zeno Ottoboni (sœur du cardinal Pietro Ottoboni), mais elle meurt seulement deux ans après leur mariage.
En 1693, il épouse Felice Ventimiglia Pignatelli d'Aragona. Ils ont un fils ensemble, héritier de la lignée Barberini, mais celui-ci est mort en bas âge à trois ans seulement. Les deux se sont séparés à la suite de ce décès et Felice n'a trouvé refuge que chez son beau-frère, le frère d'Urbano, le cardinal Francesco Barberini, qui la pousse à entrer au couvent. Sa dot, elle l'a attribuée par testament à Francesco sans mentionner Urbano dans le moindre de ses derniers vœux.
En 1714, à l'âge de 50 ans et sans héritier légitime, Urbano épouse Maria Teresa Boncompagni, âgée de vingt-deux ans (fille de Gregorio Boncompagni, II duc de Sora, et de son épouse Ippolita Ludovisi). Le couple a une fille, Cornelia Costanza Barberini. Dès qu'elle a douze ans, le cardinal Francesco l'encourage à épouser le prince Jules César Colonna di Sciarra qui devient plus tard l'héritier de toutes les fortunes de la famille Barberini.
Cornelia Costanza Barberini est restée la dernière héritière d'Urbano Barberini, bien que l'on sache qu'Urbano a un enfant de sexe masculin illégitime, Maffeo Callisto, né en 1688. La dernière épouse de Barberini, Maria Teresa Boncompagni, mentionne dans son testament Maffeo Callisto comme marquis de Corese et lui exprime «appréciation et gratitude». Par ce testament, Maffeo Callisto reçoit une part importante de l'héritage des Barberini, mais pas le titre paternel en raison des conditions de sa naissance qui le rendait, de facto, illégitime.
Maffeo Callisto a également des héritiers et forme une branche parallèle de la famille Barberini qui est restée dans l'ombre au fil des siècles, faisant toujours des réclamations sur la branche Barberini Colonna di Sciarra, qui entre-temps est devenue héritière de la fortune de la famille Barberini. De son côté, Cornelia Costanza Barberini a un fils, Carlo Colonna Barberini, qui revendique pour lui-même le titre de prince de Palestrina et le majorat sur l'héritage des Barberini, entrant ainsi en compétition avec la branche principale, les princes de Carbognano pour la possession des biens familiaux. Ces différends durèrent jusqu'en 1811, lorsqu'un pacte est conclu à Paris pour répartir définitivement les propriétés entre les deux branches belligérantes de la famille.